# ワーキング・ウィーク
ワーキング・ウィーク（Working Week）は、1980年代と1990年代に活動したイギリスのジャズ・ダンス・バンドである。
ワーキング・ウィークは、ウィークエンドがボーカルのアリソン・スタットンの脱退と教師への転身によって活動を終了したのち、ギタリストのサイモン・ブースとサックス奏者のラリー・スタビンスが1983年に結成した。2人は、翌年にデビュー・シングル「Venceremos (We Will Win)」（ベンセレーモス）をリリース。この曲はチリの社会変革を目指した歌手ビクトル・ハラに捧げたもので、ロバート・ワイアットとエヴリシング・バット・ザ・ガールのトレイシー・ソーンをボーカルに迎えている。それが、64位まで達した全英シングルチャートにおけるバンド唯一のチャートイン曲となった。シングルには、ロンドン・スクール・オブ・サンバの創設メンバー、ボスコ・デ・オリベイラとドーソン・ミラーらが参加した。グループの他の初期メンバーもバンドと一緒に演奏を行った。
デビュー・アルバムの『ワーキング・ナイツ』は、ボーカリストのジュリエット・ロバーツが正式なメンバーとして加わり、1985年4月にリリースされた。LPの初回盤には、ラスト・ポエッツのジャラール・マンスール・ナリディン（別名：ライトニン・ロッド、誕生名アラフィア・プディン）が参加した12インチのボーナス・ディスクが付属した。ロバーツは1986年のアルバム『コンパニェロス』と1987年にリリースされた『サレンダー』においても引き続きシンガーとして活動したが、その年のシングル「Knocking on Your Door」の発表後にバンドを脱退した。ジュリー・ティペッツが1989年のアルバム『ファイアー・イン・ザ・マウンテン』にてボーカリストとして復帰を果たし、エイヴォン・ウェイト (Eyvon Waite)がバンド最後のスタジオ・アルバムである『ブラック・アンド・ゴールド』（1991年）のソロ・ボーカリストを務めた。
ワーキング・ウィークは、1986年2月9日にロイヤル・アルバート・ホールで開催された、コロンビアで起こった1985年のアルメロの悲劇（Armero tragedy、ネバドデルルイス火山噴火による災害）犠牲者のためのベネフィット・コンサートに登場した。
1986年6月には来日し、渡辺貞夫主催のイベント「ブラバス・クラブ '86」の参加グループとして単独公演も行なった。
2023年3月13日、オリジナルメンバーの一人、サイモン・ブースが死去している。

## ディスコグラフィ

### アルバム
- 『ワーキング・ナイツ』 - Working Nights (1985年、Virgin)
- 『コンパニェロス』 - Compañeros (1986年、Virgin)
- 『サレンダー』 - Surrender (1987年、Virgin)
- 『ペイデイ』 - Payday (Best of Working Week) (1988年、Virgin) ※コンピレーション[2]
- Pay Check (1988年、Venture) ※コンピレーション
- 『ファイアー・イン・ザ・マウンテン』 - Fire in the Mountain (1989年、10 Records)
- 『ブラック・アンド・ゴールド』 - Black and Gold (1991年、10 Records)

### シングル
- "Venceremos (We Will Win)" (1984年)
- "Storm of Light" (1984年)
- "Inner City Blues" (1985年)
- "Sweet Nothing" (1985年)
- "Stella Marina" (1985年)
- "I Thought I'd Never See You Again" (1985年)
- "Too Much Time" (1986年)
- "South Africa" (1986年)
- 『ロドリゴ・ベイ』 - "Rodrigo Bay" (1986年)
- "Don't Touch My Friend" (1986年)
- 『サレンダー』 - "Surrender" (1987年)
- "Largo" (1987年)
- "Knocking On Your Door" (1988年)
- "Eldorado" (1989年)
- "Blade" (1989年)
- "Testify" (1990年)
- "Positive" (1991年)
- "Holding On" (1991年)